# Milica Mandić
Milica Mandić (serbisch-kyrillisch Милица Мандић; * 6. Dezember 1991 in Belgrad) ist eine serbische Taekwondoin. Sie startet in der Gewichtsklasse bis 72 Kilogramm.
Ihr internationales Debüt im Erwachsenenbereich gab sie bei der Europameisterschaft 2008 in Rom, wo sie das Viertelfinale erreichte, dort aber gegen Gwladys Épangue ausschied. Im gleichen Jahr gewann Mandić bei der Juniorenweltmeisterschaft in Izmir die Bronzemedaille. Ihren sportlich zunächst größten Erfolg errang sie bei der Weltmeisterschaft 2011 in Gyeongju, wo sie erst im Halbfinale Oh Hye-ri unterlag und überraschend Bronze gewann. Bei der Europameisterschaft 2012 in Manchester erreichte sie das Finale und gewann Silber.
Mandić qualifizierte sich bei der europäischen Ausscheidung im Januar 2012 in Kasan in der Gewichtsklasse über 67 Kilogramm für die Olympischen Spiele in London. Dort stieß sie bis ins Finale vor und gewann nach einem 9:7-Sieg über Anne-Caroline Graffe die Goldmedaille. In Baku gewann sie 2015 bei den Europaspielen Silber. Bei den Olympischen Spielen 2016 in Rio de Janeiro schied sie im Viertelfinale gegen Bianca Walkden aus. 2017 wurde sie Weltmeisterin, sie besiegte im Finale die Olympiasiegerin vom Vorjahr, Oh Hye-ri, mit 17:13. Bei den 2021 ausgetragenen Olympischen Spielen 2020 in Tokio wurde Mandić in der Gewichtsklasse über 67 kg ein zweites Mal Olympiasiegerin.